# Tarteški jezik
Tarteški jezik (ISO 639-3: txr; južnoluzitanski, jugozapadni paleo-hispanski jezik), drevni neklasificirani jezik koji se u prvom tisućljeću prije Krista govorio na jugozapadu današnje Španjolske (Andaluzija) i Portugala (Algarve i Alentejo). Ime dobiva po drevnom gradu i luci Tartesu (Ταρτησσός), koji bi trebao biti njegovo glavno gradsko središte i središte tarteške kulture. 
Imao je svoje posebno pismo.